# HMS Cumberland (1774)
Pour les autres navires du même nom, voir HMS Cumberland.
Le HMS Cumberland est un vaisseau de 74 canons de la classe Elizabeth, en service dans la Royal Navy. Lancé en 1774, il participe à la guerre d'indépendance américaine, puis aux guerres de la Révolution française. Engagé dans la bataille du cap Saint-Vincent en janvier 1780, il sert aussi aux Indes, en particulier à la bataille de Gondelour en 1783.